# 良い警官・悪い警官
良い警官・悪い警官（よいけいかん・わるいけいかん、英: good cop / bad cop）は、イギリスの軍事界においてはマットとジェフ（Mutt and Jeff）の名で知られ、他に共同質問（joint questioning）あるいは友人と敵人（friend and foe）としても知られている、尋問に使用される心理学的な戦術である。

## 概要
良い警官・悪い警官は、明確に相反するやり方で対象者へのアプローチを行う2人の質問者のチームから構成される。2人の質問者が対象者に対し交互に質問を行う場合と、同時に対面する場合がある。
「悪い警官」は対象者に対し、粗暴な非難や侮辱的な意見、脅迫などの、攻撃的かつ否定的な態度を取り、基本として対象者との間に反感を作り上げる。これにより、対象者に同情的な役割を演じる「良い警官」の活躍の場が整えられる。「良い警官」は対象者に対し支援や理解を示すように見せかけることで、基本として対象者への共感を演出する。また、「良い警官」は対象者を「悪い警官」の締め上げから庇護する。
対象者は「良い警官」への信頼感や「悪い警官」への恐怖から、「良い警官」と協力関係が結べるのではないかと思い込み、結果として「良い警官」へ協力するために、色々な情報を話してしまう。